# Roblox Studio
Roblox Studio è un Ambiente di sviluppo integrato (IDE) per lo sviluppo di minigiochi per la piattaforma.
È possibile creare una propria esperienza che può essere visualizzata e giocata da altre persone. Roblox Studio è stato rilasciato il 1 settembre 2006, insieme a Roblox
si può accedere a roblox studio tramite https://create.roblox.com/
Roblox Studio è disponibile per Microsoft Windows (versione 7 e superiore) e su macOS (versione 10.10 o superiore)